# Гіто Штеєрл
Гіто Штаєрль (нім. Hito Steyerl; нар. 1966, Мюнхен) — німецька кінорежисерка, художниця, письменниця. Основні теми, якими вона цікавиться — засоби масової інформації, технології та глобальна циркуляція зображень. Здобула ступінь доктора філософії в Академії образотворчого мистецтва (Відень), викладає мистецтво нових медіа (англ. New Media Art) у Берлінському університеті мистецтв.

## Статті, перекладені українською
- Сучасне мистецтво та перехід до постдемократії [Архівовано 21 квітня 2013 у Wayback Machine.] // Політична критика. — 2012, № 3, с. 202-206.
- Просто нам межи очі [Архівовано 7 січня 2019 у Wayback Machine.] // Політична критика. — 17 січня 2015.